# Cacá Rosset
Carlos Eduardo Zilberlicht Rosset, mais conhecido como Cacá Rosset (São Paulo, 9 de março de 1954), é um ator fundador do grupo brasileiro Teatro do Ornitorrinco (junto a Maria Alice Vergueiro e Luiz Roberto Galizia). Seus espetáculos sempre atraíram grandes plateias, devido ao caráter instigante e revolucionário de suas peças, que mesclavam música ao vivo, circo e representações.

## Biografia
Judeu de raízes francesas e polonesas, formado em Direção Teatral pela ECA-USP, entre seus espetáculos mais conhecidos, destacam-se: Os Mais Fortes (August Strindberg), Ornitorrinco Canta Brecht & Weill, O Belo Indiferente (Jean Cocteau), Mahagonny (Bertolt Brecht), Ubu-Rei (Alfred Jarry), Teledeum (Albert Boadella), O Doente Imaginário e Scapino (Molière), Sonho de Uma Noite de Verão e A Comédia dos Erros (William Shakespeare), O Marido Vai à Caça! (Georges Feydeau) e a recente e ambiciosa montagem de A Megera Domada (William Shakespeare) em que comemora os 30 anos de atividades do Teatro do Ornitorrinco.
Cacá sempre procurou promover suas peças de forma pouco convencional. Ainda pouco conhecido do grande público, chamou a atenção quando, vestido como o personagem Ubu e acompanhado de garotas seminuas que trabalhavam com ele na peça Ubu-Rei, apareceu em comícios de políticos nos anos 1980, sendo fotografado ao lado de Ulisses Guimarães.
O diretor recebeu por seus trabalhos inúmeros prêmios no Brasil e no exterior, e participou de diversos festivais internacionais, destacando-se o New York Shakespeare Festival, o Festival Internacional de Cádiz (Espanha) , Festival de Manizales e o Festival Latino da Cidade do México. Passaram pelo palco do Ornitorrinco: Maria Alice Vergueiro, Rosi Campos, Gérson de Abreu, José Rubens Chachá, Ary França, Gerson Steves, Christiane Tricerri, Edith Siqueira, Fernanda D'Umbra, Chiquinho Brandão, Eduardo Silva, Edson Cordeiro, Elba Ramalho, Cida Moreyra e muitos outros.
Com seu grupo Ornitorrinco, Cacá excursionou por mais de 40 cidades no exterior, e à convite do lendário produtor da Broadway Joseph Papp apresentou-se inúmeras vezes no famoso The Public Theater de New York. Em 1991 estreou Sonho de uma Noite de Verão, de Shakespeare, no New York Shakespeare Festival, no Central Park.
Em 1992 dirigiu a atriz ganhadora do Oscar, Marisa Tomei na peça The Comedy of Errors, de William Shakespeare que estreou no Delacorte Theater de Nova York, com grande sucesso de público e crítica.
O sucesso no teatro o levou à televisão. Ao fim dos anos 1980 estrelou, na TV Manchete, o programa Cadeira de Barbeiro, no qual mesclava comédia, apresentações musicais e entrevistas com personalidades das artes e da política. Em meados da década seguinte participou, como ator, de algumas novelas do SBT, tais quais Sangue do Meu Sangue (1995).
Entre 2003 e 2004 apresentou na Rádio Record o programa Debate Boca, que lhe rendeu o prêmio APCA de melhor programa humorístico do rádio.
No cinema participou como ator dos filmes Desmundo de Alain Fresnot, Tapete Vermelho, de Luis Alberto Pereira, e Onde Andará Dulce Veiga?  de Guilherme de Almeida Prado
Entre 1994 e 1996 assinou a coluna "Cacadas" no Jornal da Tarde.
Entre 2001 e 2004 participou do programa Debate Bola  na TV Record como comentarista/humorista esportivo.
Traduziu obras de Shakespeare, Molière, Jarry, Feydeau, Cocteau, Brecht e autores americanos contemporâneos, e atuou na primeira montagem da Ópera do Malandro de Chico Buarque e o Percevejo de Maiakovsky ambas sob a direção de Luiz Antonio Martinez Correa.
Em 2014 participou como conselheiro do programa Aprendiz Celebridades na Rede Record.
Cacá tem ministrado diversas palestras no exterior sobre teatro, dentre as quais destacam-se "Lorca na America Latina" em Granada, Espanha à convite da Fundación Federico Garcia Lorca, e "Lina Bo Bardi no Teatro" em New York a convite da AIA (American Institute of Architecture).
Em 2018 dirigiu a comédia "Nem Princesas Nem Escravas" de Humberto Robles.
Em 2019 dirigiu a peça "Frida Kahlo - Viva la Vida" de Humberto Robles

## Carreira

### Televisão
| Ano  | Título                | Notas                  |
| ---- | --------------------- | ---------------------- |
| 1987 | Domingo Paulista      | Apresentador           |
| 1989 | Cadeira de Barbeiro   | Otelo                  |
| 1995 | Sangue do Meu Sangue  | Raposo                 |
| 2001 | Debate Bola           | Comentarista           |
| 2004 | Meu Cunhado           | Pé de Pato Jr.         |
| 2005 | Fora do Ar            |                        |
| 2006 | Esporte Total         | Comentarista Esportivo |
| 2011 | Amor e Revolução      | Beto Grande            |
| 2011 | Amor em 4 Atos        | Seu Rafic              |
| 2014 | Aprendiz Celebridades | Conselheiro            |

### Cinema
| Ano  | Filme                    | Personagem             |
| ---- | ------------------------ | ---------------------- |
| 2002 | Desmundo                 | Afonso Soares D'Aragão |
| 2005 | Tapete Vermelho          | Dono do cinema         |
| 2008 | Onde Andará Dulce Veiga? | Castilhos              |

### Teatro
| Peças                             | Autor                       |
| --------------------------------- | --------------------------- |
| Os Mais Fortes                    | August Strindberg           |
| Ornitorrinco Canta                | Brecht & Weill              |
| Teledeum                          | Albert Boadella             |
| O Belo Indiferente                | Jean Cocteau                |
| Mahagonny                         | Bertolt Brecht & Kurt Weill |
| Ubu, Folias Physicas, Pfred Jarry |                             |
| O Doente Imaginário               | Molière                     |
| Sonho de Uma Noite de Verão       | William Shakespeare         |
| Comédia dos Erros                 | William Shakespeare         |
| O Avarento                        | Molière                     |
| Scapino                           | Molière                     |
| O Marido Vai à Caça!              | Georges Feydeau             |
| A Megera Domada                   | William Shakespeare         |
| Nem Princesas, Nem Escravas       | Humberto Robles             |
| Frida Kahlo - Viva la Vida        | Humberto Robles             |

-   Humberto Robles

## Prêmios
- 1977 - Os mais fortes MEC-SNT Melhor espetáculo, Molière Melhor atriz.
- 1977 - Ornitorrinco canta Brecht e Weill- Governador do Estado - Melhor diretor.
- 1982 - Mahagonny -INACEN Melhor espetáculo - Governador do Estado Melhor espetáculo, Melhor diretor.
- 1985 - UBU, Folias Physicas, Pataphysicas e Musicaes - Prêmio Internacional da Crítica do Festival de Manizales (Colômbia), ACCT do México Melhor espetáculo estrangeiro, Molière Melhor diretor, Mambembe Melhor diretor, Melhor figurinista APCA ,Melhor atriz, Melhor diretor, Melhor espetáculo, Prêmio APETESP Melhor espetáculo, Melhor atriz, Melhor diretor, INACEN Melhor espetáculo, Picadeiro Melhores do Circo, Governador do Estado, Melhor espetáculo, Melhor cenografia, Prêmio 19 de Setembro outorgado pelo Presidente do México, Prêmio Ollantay - CELCIT 1986 / Espanha.
- 1988 - Teledeum Prêmio CELCIT (Colômbia) Melhor espetáculo estrangeiro.
- 1989 - O Doente Imaginário - INACEN Melhor espetáculo, APCA Melhor figurino.
- 1991 - Amor de Dom Perlimplim com Belisa em seu jardim - Associação de Críticos Teatrais de Miami (Estados Unidos) Melhor espetáculo estrangeiro.
- 1992 - Sonho de uma Noite de Verão - APCA Melhor ator coadjuvante, Melhor produção teatral, Divulgação do teatro brasileiro no exterior. Prêmio Mambembe- Melhor figurino.
- 1992 - Tudodeumavez Prêmio Carbonell, (Miami, Estados Unidos) Melhor atriz.
- 1994 - A Comédia dos Erros - APCA Melhor figurino, Melhor ator Molière, Melhor ator Shell, Melhor ator.